# Benjamim Pinto Bull
Benjamim Pinto Bull GOIH (Guiné-Bissau, 1916 - Lisboa, 25 de Janeiro de 2005) foi um lutador pela independência progressiva da Guiné-Bissau.
Cita o "Diário de Notícias", aquando da morte de Benjamim Pinto Bull, que este “era daqueles homens como já há poucos, um lutador”. Durante a sua vida foi um defensor de uma independência progressiva da Guiné-Bissau e até chegou a tentar negociar nos bastidores do poder de Salazar. Benjamim foi o líder da União dos Naturais da Guiné-Portuguesa, um movimento que defendia uma evolução muito negociada para a Guiné-Bissau.

## Biografia

### Origens
Nasceu na Guiné-Bissau, no seio duma das mais ilustres famílias da Guiné Portuguesa, filho de Burmester Wilhelm Ellis Bull, da Serra Leoa, de origem Inglesa e Serra-Leonense, e de sua mulher Natália Correia Pinto, da Guiné Portuguesa, de origem Portuguesa e Guineense, e irmão de James Pinto Bull e de … Pinto Bull, casado com … Barbosa, com geração.
O seu irmão, James Pinto Bull, foi o histórico deputado da Ala Liberal, que morreu em Bissau a 25 de Julho de 1970, no acidente de helicóptero com José Pedro Pinto Leite. Aos sete anos de idade, Benjamim Pinto Bull foi enviado para França, onde ingressou num seminário. Concluiu o ensino secundário e voltou para Portugal, para um seminário em Viana do Castelo. Nesta cidade estudou grego e latim. Mas não seguiu para uma vida eclesiástica.

### Vida em Guiné-Bissau
Era já homem quando regressou à Guiné-Bissau e fê-lo para trabalhar nas alfândegas. Nesta altura, a Polícia Internacional e de Defesa do Estado (PIDE) perseguiu-o até à Guiné-Bissau e a solução encontrada foi o exílio no Senegal, onde foi acolhido por Léopold Sédar Senghor. Desta forma, Benjamim Pinto Bull pôde continuar a luta pela independência do seu país.
Léopold Sédar Senghor foi um poeta, político e teorista cultural senegalês, que foi o primeiro presidente do Senegal e um dos mais importantes intelectuais africanos do século XX. Senghor acolheu Pinto Bull e os dois tornaram-se grandes amigos.
Abraçando uma nova etapa da sua vida no Senegal, Benjamim promoveu a língua portuguesa, quer ao nível do secundário, quer ao nível do ensino superior, e tornou-se rapidamente no tradutor oficial de Senghor. Continuou os seus estudos, formando-se em Filologia Românica em Paris, para depois regressar a Dakar para dar aulas. Os seus trabalhos académicos reflectiram a sua vida e a sua tese de doutoramento versa sobre o trabalho de Senghor: "Leopold Sédar Senghor e a Negritude".

### Regresso a Portugal
O regresso de Benjamim Pinto Bull a Portugal deu-se em 1984. Foi cônsul do Senegal em Lisboa e leccionou Latim Jurídico e Literatura Africana de Expansão Portuguesa em várias universidades privadas, como a Moderna, a Internacional ou a Lusófona. Em 1989, publicou "Filosofia e sabedoria, O crioulo da Guiné-Bissau". Publicou ainda uma autobiografia – "Memórias de um Luso-Guineense" – com introdução a cargo de Adriano Moreira.
Em 1992, num autocarro a caminho de Loures, Benjamim Pinto Bull defendeu um rapaz de apenas 12 anos que estava a ser insultado. Foi agredido e um soldado da GNR acabou por ser acusado de racismo e violência contra o professor. Um triste episódio que mereceu a atenção dos media e que levou Mário Soares, então Presidente da República, a pedir-lhe publicamente desculpas em nome de Portugal. A 10 de Junho desse ano foi feito Grande-Oficial da Ordem do Infante D. Henrique.